# فلورنس بارکر
فلورنس بارکر (انگلیسی: Florence Barker؛ ‏ ۲۲ نوامبر ۱۸۹۱ – ۱۵ فوریهٔ ۱۹۱۳) بازیگر فیلم‌های صامت اهل ایالات متحده آمریکا بود.
از فیلم‌ها یا مجموعه‌های تلویزیونی که وی در آن‌ها نقش داشته است، می‌توان به بانگی از ژرفنا و دو برادر اشاره نمود.